# Соціодинамічна теорія засобів масової комунікації Абраама Моля
Соціодинамічна теорія засобів масової комунікації — це теорія про поняття про цикли взаємодії засобів масової комунікації та споживачів культурного продукту, розуміючи функціонування якої можна впливати на характер повідомлень, а відтак, і на саму культуру. З цієї точки зору дана теорія може бути розглянута в межах критичного аналізу засобів масової комунікації, адже значний акцент в ній робиться на тому, як власники цих засобів використовують їх для поширення певного культурного продукту, що містить ідеї та погляди певної верстви суспільства, які можуть перекривати доступ до альтернативних думок, здатних спричинити зміни, просто не артикулюючи їх. Відтак, йдеться про ідеологічну роль засобів масової комунікації, що цілком відповідає тій критиці, яку Абраам Моль розвиває в даній теорії щодо їх власників. В соціодинамічній теорії засоби масової комунікації розглядаються як основний елемент циклу розповсюдження (одного з циклів взаємодії), який контролюють їх власники — бюрократія чи приватні підприємці — «групи тиску» (gate keepers). Завдяки цьому контролю вони отримують можливість впливати на розвиток суспільства, яка не в останню чергу пов'язана із владою грошей. З точки зору неомарксизму можна також додати, що такий стан речей може сприяти відтворенню маніпулятивних та експлуататорських відносин в суспільстві.

## Основні гіпотези щодо культури та продуктів культури
Культуру та продукти культури можна визначати як особливий товар, підпорядкований поняттям собівартості та соціальної цінності. Від величини останніх залежить розвиток культури.
- Існує цикл (контур) культури — перетворення творчими особистостями буденних елементів навколишнього середовища в функціонуючі об'єкти культури, що передаються каналами засобів масової комунікації.
- Випадковий відбір із середовища елементів культури засобами масової інформації, а потім заснований на певних критеріях, але також випадковий повторний їх відбір споживачами дозволяє говорити про ітерацію культури.
- Ітерація елементів культури призводить до кристалізації стилю мислення в напрямку виборів людей, що отримують інформацію через ті чи інші канали (їх вибір спрямовуватиме контент цих каналів). В результаті наявності фільтрів в системі масової комунікації може виникати «заморожування» знань, якому мають протистояти інтелектуали.
- Завданням засобів масової комунікації має бути інвентаризація знань, підвищення коефіцієнту різноманіття культури для того, аби суспільство споживало не тільки те, до чого воно звикло, а й повною мірою використовувало надбання культури. Моль зазначає, що на практиці цю функцію виконують великі міжнародні організації, наприклад, ЮНЕСКО, різноманітні фонди, а не засоби масової комунікації, бо останні у відборі інформації керуються критерієм її доступності, а не важливості. Коефіцієнт культурної значимості інформації мав би визначатись філософами культури певної міжнародної організації.

Проблемою в теорії масової комунікації є те, що саме передавати в ширший соціальний контекст, адже для засобів масової інформації, зокрема для радіо, сьогодні важливими є вже не технічна сторона організації процесу, а вироблення таблиці цінностей та цілей комунікованого контенту.
- Управляючі засобами масової комунікації могли б послуговуватись розробленими економістами та географами коефіцієнтами впливу, які є мережами рівного оточення для даних індивідів, визначають «перспективність подій». В роботах Ципфа йдеться про те, що відстань між точками в системі координат, що вводить в дію просторово-часовий фактор як термін доступності, що визначає значимість повідомлення. Формулу кількості телефонних розмов між жителями двох міст його учні застосували для визначення важливості повідомлень, що її їм надає місцева газета залежно від віддаленості, чисельності населення місцевості.

- Канал передачі культурного повідомлення — будь-який матеріальний провідник, за допомогою якого повідомлення передається від передавача А до приймача Б. Передача може відбуватися в просторі (зорові повідомлення, звукові, телеграфні тощо); в часі, зберігаючи повідомлення на тривалий термін (друкований текст. грамплатівки. фотографії, магнітофонні записи тощо); в просторі й часі одночасно, адже швидкість передачі повідомлення будь-яким просторовим каналом є обмеженою. Канали можуть бути природні (як от зір, слух — щодо яких індивід сам є приймачем інформації) та штучні чи технічні (приймачем виступає який-небудь механізм чи пристрій, а повідомлення такого пристрою потім можуть використовуватись людиною за допомогою природних каналів чи іншими пристроями).
- «Повідомлення — це кінцева впорядкована множина елементів сприйняття, взятих з деякого „набору“ і об'єднаних в деяку структуру.»[2]

## Передача культурного повідомлення
Культура є великою кількістю повідомлень. Серед них можна виділити звукові (мова, музика, мова почуттів, шум, мова речей), зорові (знакові повідомлення друкованого тексту), повідомлення форм (природних і штучних), художні повідомлення. Проте незалежно від специфічних особливостей кожного з способів передачі повідомлень, усі вони підпорядковуються законам теорії комунікації. Для здійснення акту комунікації необхідні відправник, який вибирає з певного набору знаків, впорядковуючи їх за певними законами, часово-просторовий канал передачі повідомлення та отримувач, який сприймає сукупність форм, закономірностей і значень, закодованих в знаках, що складають повідомлення. Комунікація уможливлюється саме спільністю наборів знаків відправника та отримувача. З цього виплаває також і вимога спільності сприйняття повідомлення в момент відправлення відправником та отримувачем. Якщо в наборі знаків отримувача певний знак, закладений в повідомлення, буде відсутній, він буде ним прийнятий, але не ідентифікований як знак. Замкнутий ланцюг комунікації утворюється тоді, коли відправник та отримувач почергово міняються ролями, як, наприклад, в телефонній розмові. Масове поширення повідомлення передбачає знаходження відправника в якій-небудь віддаленій від отримувача в часі та просторі точці.
Повідомлення, що комунікуються, можна розглядати в двох напрямках. По-перше, досліджуючи множину повідомлень чи якусь їх категорію, можна визначити конкретну природу використовуваних ними наборів знаків — «фізику» повідомлень. По-друге, аналіз способів відбору та комбінування знаків надається для дослідження статистичних закономірностей передачі повідомлень певними каналами комунікації — створення теорії інформації.

## Доктринисоціальної ролізасобів масової інформації

### Демагогічна доктрина
Після закінчення періоду захоплення радіослуханням як таким, радіо постало як система зв'язку індивіда з соціальним полем, тобто його роль нічим не відрізнялась від репродуктора. Відтак Малецке була визначена перша інтерпретація ролі радіо як засобу формування у індивідів економічних мотивацій, які стимулюються задоволенням, тобто функціонування у рекламному полі. Це окреслило політику та проблеми радіомовлення, для якого успіх став вимірюватись у формулі «час слухання * кількість слухачів». Адже з огляду політики радіо за цією формулою можна вивчати його вплив на суспільну думку та поведінку. Тобто, критерієм цієї доктрини є найбільше задоволення найбільшої кількості слухачів. Однак, ця доктрина має обмежений характер, адже завжди змішується з іншими елементами таблиці цінностей керівників засобами масової комунікації, які займаються формуванням контенту.

### Догматична доктрина
Суть цієї доктрини полягає в тому, що система комунікації управляється Адміністративною радою, що має певний фіксований набір цінностей відповідно до впроваджуваної через засоби масової комунікації ідеології. Випадками цієї доктрини є належність системи комунікації певній політичній партії, державі, релігійній організації тощо. Шкала цінностей цієї доктрини визначається не економічним критерієм, а пропагандистським. Причому вона включає також елементи культурних та соціальних цінностей, які слугують обґрунтуванню застосування ідеології на практиці. Замість «рекламування догми» (поєднання рекламних та ідеологічних лозунгів, що зазвичай звучить для споживача повідомлення фальшиво), ця доктрина застосовує підпорогові (неусвідомлювані отримувачем) культурні явища, які здійснюють прихований вплив на споживача культурного продукту в бажаному напрямку.

### Еклектична (культуралістська) доктрина
Основним поняттям цієї доктрини є система знань, гуманітарна культура загалом, а завданням — редукція усіє сукупності знань людства до того обсягу, який може засвоїти споживач продуктів масової комунікації. Постулатами цієї доктрини є те, що універсальну культуру дійсно можливо пізнати завдяки процесу «випадінню осаду», що відкладається в «пам'яті світу»; при достатній значимості засоби масової комунікації можуть зробити доступним що завгодно для кого завгодно. На практиці ці постулати реалізувати важко. В реальному житті якісного відбору концентрованого збалансованого знання для засвоєння споживачем не відбувається, адже це потребує багато часу, грошей, зусиль, бажання креаторів культурного продукту, які далеко не завжди поділяють ідеалістичні цінності культуралістської доктрини. Натомість, керівники засобів масової комунікації, замість того, аби відшукувати найважливіше в культурі, вибирають те, що для них найбільш доступно, а наука через це досі залишається окремим предметом, не включаючись в нашу культуру.

### Соціодинамічна доктрина
Метою цієї доктрини є вироблення принципів впливу на культуру, на її еволюцію. Причому не на змістовну сторону культури, а саме на її поступальний розвиток, бажаючи, аби останній прискорився («(прогресивна» установка) чи сповільнився («консервативна» установка). Завдяки існуванню критичних точок поширення культури творчі особистості впливають на її напрям, усвідомлено чи неусвідомлено сповідуючи певну доктрину. Надаючи елементам культури певний додатній чи від'ємний коефіцієнт, соціодинамічна доктрина продовжує культуралістську.

## Інструменти соціокультурної доктрини
Демагогічна, догматична, еклектична та соціодинамічна доктрини ніколи не існують в чистому вигляді. В тій чи іншій пропорції вони завжди присутні в культурній політиці усіх засобів масової комунікації. На практиці дані доктрини послуговуються інструментами культурної політики, серед яких виділяють соціокультурні служби, службу з переробки повідомлень, засоби контролю за «кінцевою продукцією культури». За допомогою них, з одного боку, здійснюється контент — аналіз (якнайповніше виявлення «культурем» суспільства), а з іншого боку — встановлення культурної цінності аналізованих в певний момент часу подій.
Документалісти грають велику роль в упорядкуванні всього культурного знання, його каталогізації, внаслідок чого документалістика постає як «загальна теорія культури». Якісне продукування та поширення культурного продукту здійснюють також сучасні організації, які займаються вибудовою картини культури, її якісним та кількісним аналізом на систематичній основі. До них належать інформаційно-документальні служби, редакції великих словників, наукові та практичні організації, дослідницькі центри тощо.

Служба переробки елементів культури робить важливі повідомлення доступними для споживачів культури. Здатність синтезувати повідомлення залежить від наявного у споживача набору знаків та часу для їх сприйняття. Останнє можна полегшити завдяки збільшенню «надлишковості» (зрозумілості) змісту повідомлень — розширення кількості знаків без збільшення вмісту повідомлення.

Система розміщення (включення) повідомлень в канал комунікації — в оточення суб'єкта-отримувача — також є важливим засобом застосування соцікультурних доктрин. Факторами такого розміщення для радіо є доступність каналу, його вибір та привабливість (хто, що, коли і з якою увагою слухає), які одночасно виступають індикаторами рівня впливу. Різні доктрини, залежно від їх природи, застосовують різні стратегії для донесення повідомлення до споживача: якнайдовше утримування споживача в рекламному полі; створення резонансу з отримувачами, які здатні передавати естафету переконання іншим; визначення мінімального необхідного рівня уваги до повідомлення, а відтак знаходження його місця в мережі передач.

Служба контролю за "кінцевим продуктом завершує структуру засобів масової комунікації. Вона створює «соціокультурну таблицю» для кожного моменту функціонування засобів масової комунікації через, наприклад, перевірку ключових слів та ідей, читабельність та сприйняття на слух, визначення співвідношення між естетичною та семантичною сторонами повідомлення тощо.

## Наслідки соціодинамічної теорії культури
Головним наслідком соціодинамічної теорії культури є те, що вона виявляє зв'язок між споживачами та творцями культури — творчими особистостями. Оскільки індивіди завжди перебувають в певному культурному полі, воно визначає їх можливості. Від того, що було створено, залежить те, що буде створено, а відтак, кумулятивність культури. Власники засобів масової інформації часто недооцінюють можливості використання впливу радіо для поширення культурних продуктів. Загалом, проблема використання ресурсів суспільства для загального культурного підйому має топосоціологічний характер, тобто йдеться про розміщення центрів культури на певним чином структурованій території. Кількість «культурем» — продуктів культури — визначає «наповнення» ними території. Від останнього залежить, чи будуть споживачі культури мати можливість знайти джерело культурного розвитку в межах досяжності. Досяжність визначається здатністю подолати фізичну втому, психологічними затратами, пов'язаними з даною дією, часовим бюджетом, що витрачається на переміщення. Концепція передбачає, що засоби масової комунікації, зокрема радіо та телебачення, змінюють класичну картину закономірностей культурного розвитку, адже проникають в саму «оболонку повсякденного життя» індивіда, не вимагаючи від нього психічних чи фізичних затрат. Крім цього, культурний розвиток залежить і від рівномірного розподілу власниками засобів масової комунікації продуктів культури на певній території. Перетин різних видів діяльності масової комунікації у великих центрах цивілізації сприяє їх творчому потенціалу, однак саме концентрація в них певних ресурсів означає відсутність цих ресурсів в інших місцях. Одним з можливих способів вирішення цієї проблеми міг би бути розвиток конвергентності девайсів, за допомогою яких культурні продукти поширюються медіа. Адже зосередження функцій кількох девайсів в одному механізмі допомагало б поширювачам культурного продукту економити ресурси, одночасно зосереджуючи звільнені час та зусилля на забезпеченні повноти та різноманітності повідомлень у «непопулярних» районах. Іншим можливим варіантом, до якого варто прагнути, могла б бути дезінтермедіація — прямий, безпосередній доступ споживача до медіа-ресурсу. Прикладом дезінтермедійованого простору частково може бути мережа Internet, де споживачі можуть обирати з величезної кількості доступного культурного продукту самостійно. 

Поширення засобами масової комунікації культурем не завжди визначається їх важливістю для суспільства, а часто — доступністю. Системи масової комунікації потребують для свого функціонування доктрини як «технічні систематизатори». Ці доктрини завжди використовуються людьми «доброї волі» — керівниками засобів масової комунікації — і в кожному окремому випадку функціонують у змішаному вигляді. Серед доктрин концепція Абраама Моля розглядає демагогічну, догматичну, еклектичну та соціодинамічну. В основі доктрин лежать особливі служби: соціокультурна, служба з переробки повідомлень. служба з контролю за культурною продукцією, система розміщення. Отже, соціодинамічна теорія визначає основні форми функціонування засобів масової комунікації та поширення ними продуктів культури, що є важливим для спрямування цих процесів в напрямку культурного розвитку людства, який є основою для вдосконалення мислення людини.